# Ficimia
Ficimia is een geslacht van slangen uit de familie toornslangachtigen (Colubridae) en de onderfamilie Colubrinae.

## Naam en indeling
De wetenschappelijke naam van de groep werd voor het eerst voorgesteld door John Edward Gray in 1849.
Er zijn zeven soorten, de meest recent ontdekte soort werd beschreven in 1993.

## Verspreiding en habitat
De slangen komen voor in delen van Noord- en Midden-Amerika en leven in de landen Mexico, Honduras, Belize, Guatemala en de Verenigde Staten. De meeste soorten zijn endemisch in Mexico.
De habitat bestaat uit droge tropische en subtropische bossen, vochtige tropische en subtropische laaglandbossen en scrubland. Ook in door de mens aangepaste streken zoals aangetaste bossen en plantages kunnen de soorten worden aangetroffen.

## Beschermingsstatus
Door de internationale natuurbeschermingsorganisatie IUCN is aan zes soorten een beschermingsstatus toegewezen. Drie soorten worden beschouwd als 'onzeker' (Data Deficient of DD), twee soorten als 'veilig' (Least Concern of LC) en een soort als 'bedreigd' (Endangered of EN).

### Soorten
Het geslacht omvat de volgende soorten, met de auteur en het verspreidingsgebied.
| Naam              | Auteur                        | Verspreidingsgebied                 |
| ----------------- | ----------------------------- | ----------------------------------- |
| Ficimia hardyi    | Mendoza-Quijano & Smith, 1993 | Mexico                              |
| Ficimia olivacea  | Gray, 1849                    | Mexico                              |
| Ficimia publia    | Cope, 1866                    | Mexico, Honduras, Belize, Guatemala |
| Ficimia ramirezi  | Smith & Langebartel, 1949     | Mexico                              |
| Ficimia ruspator  | Smith & Taylor, 1941          | Mexico                              |
| Ficimia streckeri | Taylor, 1931                  | Mexico, Verenigde Staten            |
| Ficimia variegata | Günther, 1858                 | Mexico                              |